# عشاء عيد الشكر
عشاء عيد الشكر أو يسمى بين العوام في الولايات المتحدة الأمريكية بعشاء الديك الرومي، لتمحور هذا العشاء حول وجبةالديك الرومي المشوي. يمكن اعتبار عيد الشكر أكبر حدث لتناول الطعام في الولايات المتحدة وفقًا لمحال البيع المتفرقة للأطعمة والمشروبات وتقديرات تناول الطعام الفردي. غالبًا ما يستهلك الناس ما يصل إلى ثلاثة أو أربعة آلاف سعرة حرارية أثناء هذا العشاء.
إلى جانب حضور الخدمات الكنسية، ظل عشاء عيد الشكر جزءًا أساسيًا من الاحتفالات من المؤسسة المبكرة للعطلة في أمريكا الشمالية. في استطلاع هاريس لعام 2015، كان عيد الشكر هو ثاني أكثر العطلات شعبية في الولايات المتحدة (بعد عيد الميلاد)، وكان الديك الرومي أكثر طعام العطلات شعبية، بغض النظر عن المنطقة أو الجيل أو الجنس أو العرق. في عشاء عيد الشكر، يتم تقديم الديك الرومي مع مجموعة متنوعة من الأطباق الجانبية التي يمكن أن تختلف من التقليدية، مثل البطاطا المهروسة والحشو وصلصة التوت البري إلى تلك التي تعكس التراث الإقليمي أو الثقافي.
بالنظر إلى أن أيام الشكر تدور حول تقديم الشكر، فإن قول النعمة قبل عشاء عيد الشكر هو سمة تقليدية للعيد. يتم إعداد العديد من الأطباق في عشاء عيد الشكر التقليدي من المكونات الأصلية للأمريكتين، بما في ذلك الديك الرومي والبطاطا والبطاطا الحلوة واليقطين والتوت البري. قد يكون الحجاج قد تعلموا عن بعض هذه الأطعمة من الأمريكيين الأصليين، لكن البعض الآخر لم يكن متاحًا للمستوطنين الأوائل. من المحتمل أن يعكس تقليد تناولها في عيد الشكر قدرتها على تحمل التكاليف بالنسبة للأمريكيين اللاحقين. كان المستوطنون الأوائل في أمريكا الشمالية يأكلون الديك الرومي، لكن الأعياد الفخمة التي تُنسب كثيرًا إلى عيد الشكر في القرن السابع عشر كانت من إبداع كتاب القرن التاسع عشر الذين سعوا إلى الترويج لعطلة موحدة يمكن لجميع الأمريكيين المشاركة فيها.

## مستعمرة بليموث وعشاء عيد الشكر
غالبًا ما ارتبط تقليد عشاء عيد الشكر بالثقافة الشعبية بنيو إنجلاند. أعلن المتشددون في نيو إنجلاند أيام الشكر لإحياء ذكرى العديد من الأحداث المحددة. تميزت هذه الأيام بالطقوس الدينية والصلاة والصوم في بعض الأحيان. لا تذكر سجلات الكنيسة في ذلك الوقت أن الطعام أو العيد جزء من مثل هذه الأحداث. يسجل استثناء واحد أنه بعد قداس الكنيسة في عام 1636، كان هناك «بعد ذلك يفرح المخلوقات، ويتم دعوة النوع الأكثر فقراً من الأكثر ثراءً».
في 11 ديسمبر 1621، كتب حاكم مستعمرة بليموث إدوارد وينسلو خطابًا يأمل في جذب المزيد من المستعمرين. في ذلك، وصف وليمة لمدة ثلاثة أيام مشتركة بين مستوطنين بليموث وقبيلة وامبانواغ المحلية. أرسل وينسلو أربعة رجال قدموا مجموعة متنوعة من الطيور، ما يكفي لإطعام المستعمرة لمدة أسبوع، في حين قتل صيادو ماساسويت خمسة الغزلان. في القرن التاسع عشر، ارتبط هذا الحدث بفكرة عيد الشكر. في عام 1841، ادعى ألكساندر يونغ أن هذا الحدث «كان أول عيد شكر، مهرجان الحصاد في نيو إنجلاند». كما تم اقتراح جيمس تاون وفيرجينيا ومواقع أخرى كمواقع لـ «عيد الشكر الأول».
كانت الكاتبة سارة جوزيفا هيل واحدة من أكثر المدافعين عن عيد الشكر باعتباره عطلة وطنية. على الرغم من أنها دعت إلى عيد الشكر في افتتاحيات كتاب (Godey’s Lady’s Book) من عام 1837 فصاعدًا، إلا أن هيل لم تربط الحجاج بعيد الشكر حتى ذكرها باختصار في عام 1865. في «ترنيمة عيد الشكر لأمريكا»، التي نُشرت عام 1872، أعربت عن الفضل في أن الحجاج «أحرار في القيام والصلاة، والاستمتاع بفرح رصين في أول عيد شكر لهم». لم تشر هيل إلى أن عيد الشكر للحجاج يشمل وليمة.
كان الكتاب الآخرون أقل فطنة. نشرت جين جي أوستن رواية خيالية عن الحجاج، (standish of standish) في عام 1889. وصفت أوستن الحجاج، بعد عام من وصولهم، بأنهم يتغذون على الديك الرومي المحشو بالخوخ، وأنواع أخرى من الدجاج، ولحم الغزال، ولحم البقر المسلوق وغيره من أنواع اللحوم المشوية، والمحار، وحساء البطلينوس، والعصيدة البرقوق، والبودينغ السريع، والبسكويت البحري، وخبز المنشيت، الزبدة، العسل الأسود، الخردل، اللفت، السلطة، العنب، الخوخ، الفشار، البيرة، والجذور. تجاهل وصف أوستن الفخم السجل التاريخي والوفيات بسبب الجوع وسوء التغذية التي حدثت في مستعمرة بليموث في ذلك الشتاء. ومع ذلك، كان حسابها مشهورًا للغاية. تكررت من قبل كتاب آخرين، وتم تكييفها للمسرحيات والمناسبات العامة وتبنتها المناهج المدرسية. ساعدت كتابات أوستن وآخرين في ترسيخ الصورة غير الدقيقة لعيد الشكر للحجاج في الثقافة الشعبية وجعلها جزءًا من الهوية الوطنية للولايات المتحدة.

## قوائم الطعام التاريخية

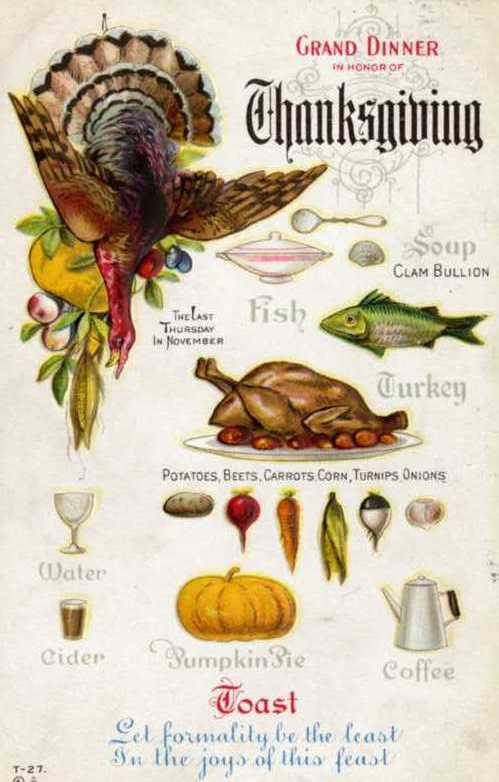
Grand Dinner in Honor of Thanksgiving (NBY 434)

يسبق استخدام الديك الرومي في الولايات المتحدة في عيد الشكر تأميم أبراهام لنكولن للعطلة في عام 1863. في روايتها «نورثوود» عام 1827 ؛ أو حكاية نيو إنجلاند، كرست سارة جوزيفا هيل فصلاً كاملاً لعشاء عيد الشكر، مع التركيز على العديد من الأطعمة التي تعتبر الآن تقليدية. على الرغم من ذكر العديد من اللحوم الأخرى، «كان للديك الرومي المشوي الأسبقية في هذه المناسبة، حيث وُضِع على رأس المائدة ؛ وحسناً أصبح محطته اللوردية، حيث أرسل الرائحة الغنية لحشواته اللذيذة». بالنسبة للحلوى، «احتلت فطيرة اليقطين الشهيرة ... المكانة الأكثر تميزًا» ووصفت بأنها «جزء لا غنى عنه من عيد الشكر اليانكي الجيد والصحيح».
كتاب طبخ البيت الأبيض، الذي نشر في عام 1887 من قبل فاني ليميرا جيليت، كان يحتوي على القائمة التالية: محار نصف صدفة، كريمة حساء الدجاج، سمك مقلي، صلصة التارتار، ديك رومي مشوي، صلصة التوت البري، بطاطا مهروسة، قرع مخبوز، بصل مسلوق، فطائر الجزر الأبيض، زيتون، سلطة الدجاج، معجنات لحم الغزال، فطيرة اليقطين، فطيرة اللحم المفروم، شارلوت روس، آيس كريم اللوز، جيلي الليمون، كعكة الجوز، الجبن، الفواكه، والقهوة.
تم تقديم عشاء عيد الشكر لسلك الخدمة المدنية في عام 1935 بما في ذلك: المخللات، والزيتون الأخضر، والكرفس، والديك الرومي المشوي، ويخنة، وصلصة التوت البري، وصلصة اللحم، والتتبيلة، وعصيان الهليون المدهونة، والبطاطا، والجزر المخبوز، واللفائف الساخنة، وسلطة الفواكه، فطيرة اللحم المفروم، فطيرة الفاكهة، الحلوى، العنب، التفاح، البطلينوس، الأسماك، والعديد من الأطعمة الأخرى، جنبًا إلى جنب مع القهوة الفرنسية المقطرة والسجائر.
تم تقنين السكر، من بين السلع الغذائية الأخرى، من عام 1942 إلى عام 1946. في عام 1947، كجزء من حملة تقنين طوعية، حاولت إدارة ترومان الترويج لأيام الخميس الخالية من الدواجن، مما يثني الأمريكيين عن تناول الدواجن أو منتجات البيض أيام الخميس نظرًا لأن عيد الشكر يكون دائمًا في يوم الخميس، فإن هذا يعني أن الديك الرومي وفطيرة اليقطين، وهما عنصران أساسيان في عيد الشكر، سيتم تثبيطهما (فطيرة اليقطين لأنها تحتوي على بيض). ضغط المجلس الوطني للدواجن والبيض بشدة على الرئيس لوقف الترويج للخطة، وبلغت ذروتها في اتفاق في العرض التقديمي للديك الرومي في عيد الشكر الوطني قبل فترة وجيزة من عيد الشكر في عام 1947 لم يعد الديك الرومي محبب.

## الأطباق الرئيسية

### الديك الرومي
الديك الرومي هو الطبق الرئيسي الأكثر شيوعًا في عشاء عيد الشكر، لدرجة أن عيد الشكر يُطلق عليه أحيانًا «يوم الديك الرومي». أعلن ألكساندر هاميلتون أنه «لا ينبغي لأي مواطن في الولايات المتحدة الامتناع عن الديك الرومي في يوم عيد الشكر»، وكان بنجامين فرانكلين يكن احترام كبير للديك الرومي البري باعتباره رمزًا أمريكيًا. مع ازدياد شعبية عيد الشكر خلال القرن التاسع عشر، ازدادت شعبية الديك الرومي أيضًا. بحلول عام 1857، أصبح الديك الرومي جزءًا من العشاء التقليدي في نيو إنجلاند.
الديك الرومي المحلي الذي يتم تناوله الآن مختلف تمامًا عن الديك الرومي البري المعروف للحجاج وهاملتون وفرانكلين. تعود أصول الديوك الرومية البرية إلى الأمريكتين وتطورت منذ حوالي 5 ملايين سنة. لا يزال يوجد ما لا يقل عن خمسة أنواع فرعية في 48 ولاية والمكسيك وكندا. اليوم، انقرضت الأنواع الفرعية (Meleagris gallopavo gallopavo) تقريبًا من جنوب المكسيك، ولكن في أوائل القرن السادس عشر تم نقلها إلى أوروبا من المكسيك من قبل الإسبان عاد نسله لاحقًا إلى أمريكا. تم تربية أصناف الديك الرومي التجارية في القرن العشرين من هؤلاء المتحدرين من الأوروبيين.
تم تربية ديك رومي (Beltsville Small White) من قبل وزارة الزراعة الأمريكية في مركز بلتسفيل للبحوث الزراعية في ولاية ماريلاند استجابة لطلب المستهلكين على ديك رومي صغير (8-15 رطل) مع المزيد من اللحوم البيضاء وعدم وجود ريش غامق. تم تقديمه تجاريًا في عام 1947 وسيطر على السوق لما يقرب من 20 عامًا. حل الديك الرومي الأبيض عريض الصدر محل الديك الرومي الأبيض الصغير، والذي تم تربيته خصيصًا للأعياد الكبيرة مثل عيد الشكر. يمكن أن تنمو هذه الديوك الرومية إلى أكثر من 40 رطلاً، ولكن يجب تربية السلالة بشكل مصطنع لكونها تعاني من مشاكل صحية بسبب حجمها. تشير التقديرات إلى أن أكثر من 99 ٪ من الديوك الرومية الأمريكية التي يتم تناولها من البيض عريض الصدر. في عام 2006، كان من المتوقع أن يقوم مزارعو الديك الرومي الأمريكيون بجمع 270 مليون ديك رومي، ليتم معالجتها إلى خمسة مليارات رطل من لحم الديك الرومي تقدر قيمتها بحوالي 8 مليارات دولار، مع ثلث استهلاك الديك الرومي في موسم عيد الشكر وعيد الميلاد، واستهلاك الفرد الواحد بحوالي 18 رطلاً (8.2 كجم).
تُحشى معظم الديوك الرومية في عيد الشكر بخبز البودينغ اللذيذ التقليدي وتُحمص. المريمية هي الأعشاب القياسية التي تضاف إلى الحشوة مع البصل المفروم والكرفس.
يمكن إضافة مكونات أخرى، مثل الكستناء المقطعة أو غيرها من المكسرات، والسجق المفتت أو لحم الخنزير المقدد، والجزر، والتوت البري، والزبيب، و / أو التفاح إلى الحشوة. إذا تم طهي الخليط خارج الطائر، يتم إضافة المرق بشكل عام لمنعه من الجفاف. يؤثر عدد من العوامل الثقافية والإقليمية على ما إذا كان يشار إلى ذلك باسم «حشو» أو «تتبيل». قد يكون الديك الرومي مقليًا بعمق بدلاً من تحميصه نظرًا لوقت التحضير الأقصر، لكن هذه الطريقة تنطوي على مخاطر أمان أكبر.

يعتبر استهلاك الديك الرومي في عيد الشكر متأصلًا جدًا في الثقافة الأمريكية لدرجة أنه في كل عام منذ عام 1947، قدم الاتحاد الوطني للديك الرومي (وحتى عام 1873، مزارعو الديك الرومي التجاري) ديكًا روميًا حيًا لرئيس الولايات المتحدة قبل كل عيد الشكر. تم ذبح هذه الديوك الرومية في البداية وتناولها في عشاء عيد الشكر للرئيس ؛ منذ عام 1989، تم منح الديوك الرومية المقدمة عادة عفوًا وهميًا عن ضجة كبيرة وتم إرسالها إلى حديقة لتعيش بقية حياتها الطبيعية القصيرة عادةً.

Main dishes for Thanksgiving dinner
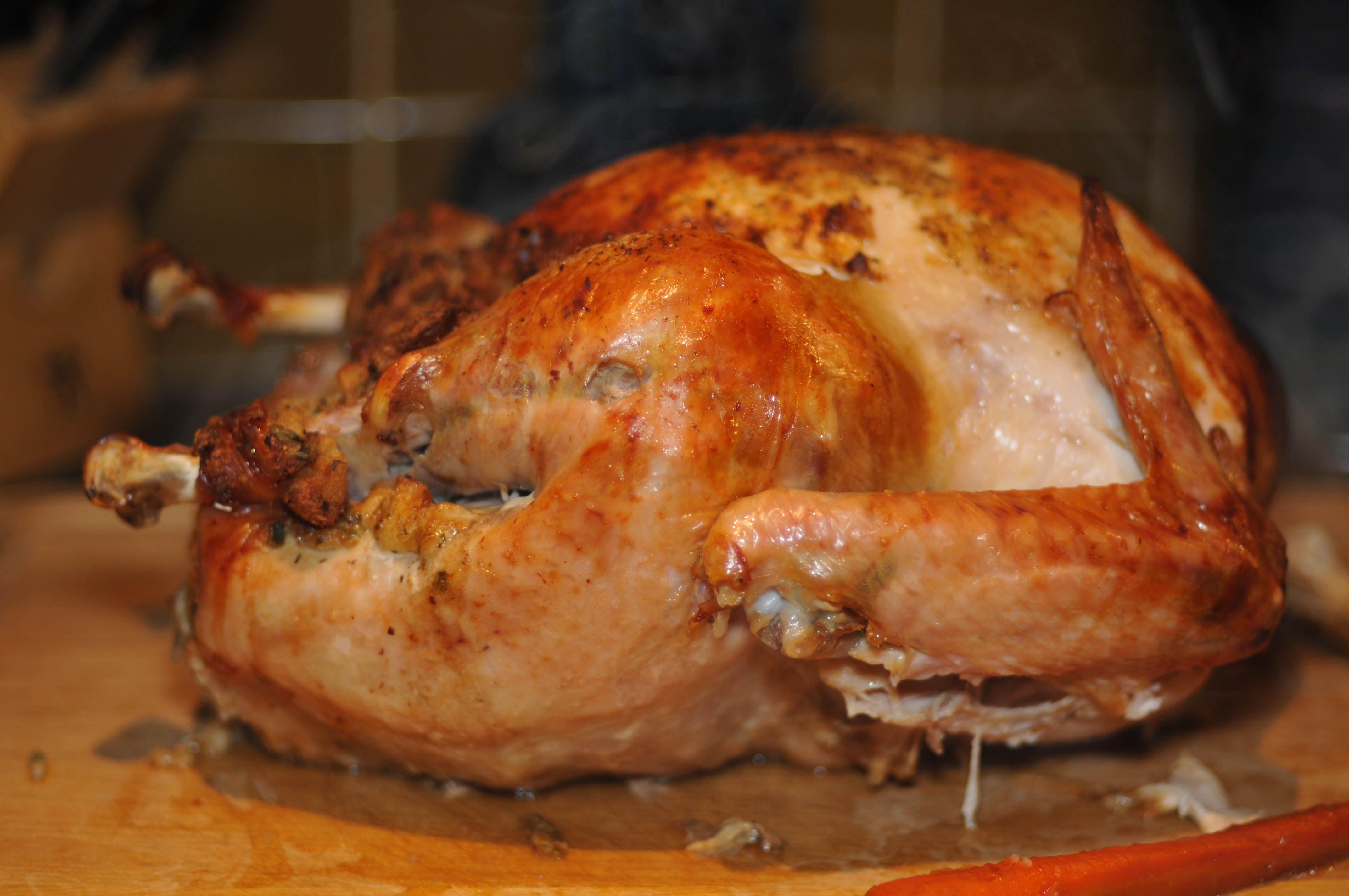
ديك رومي مشوي
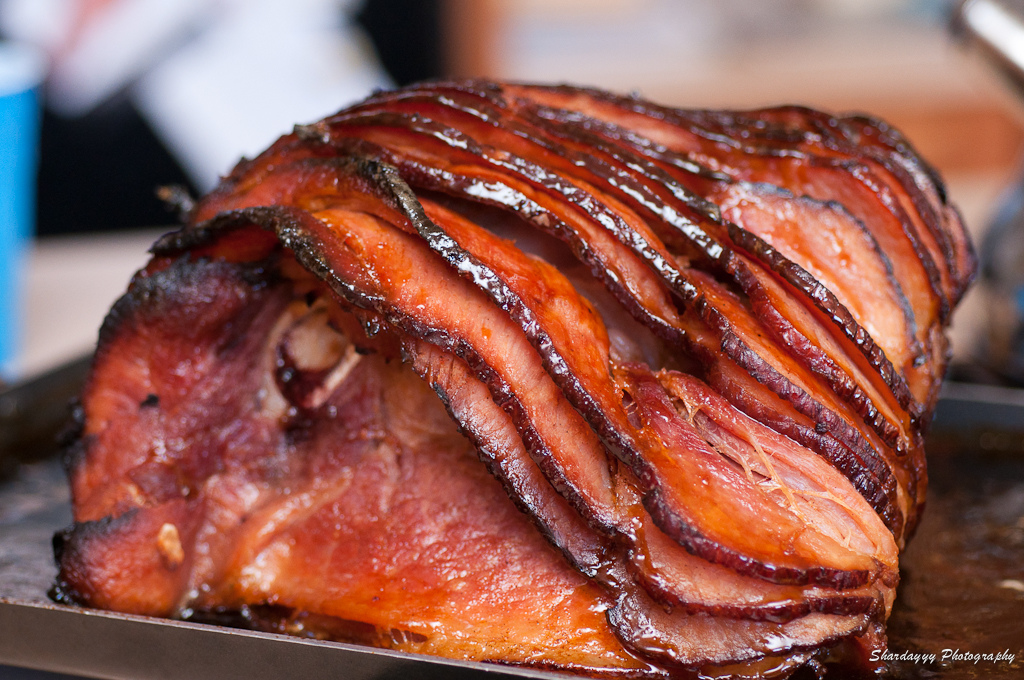
لحم الخنزير المزجج بالعسل
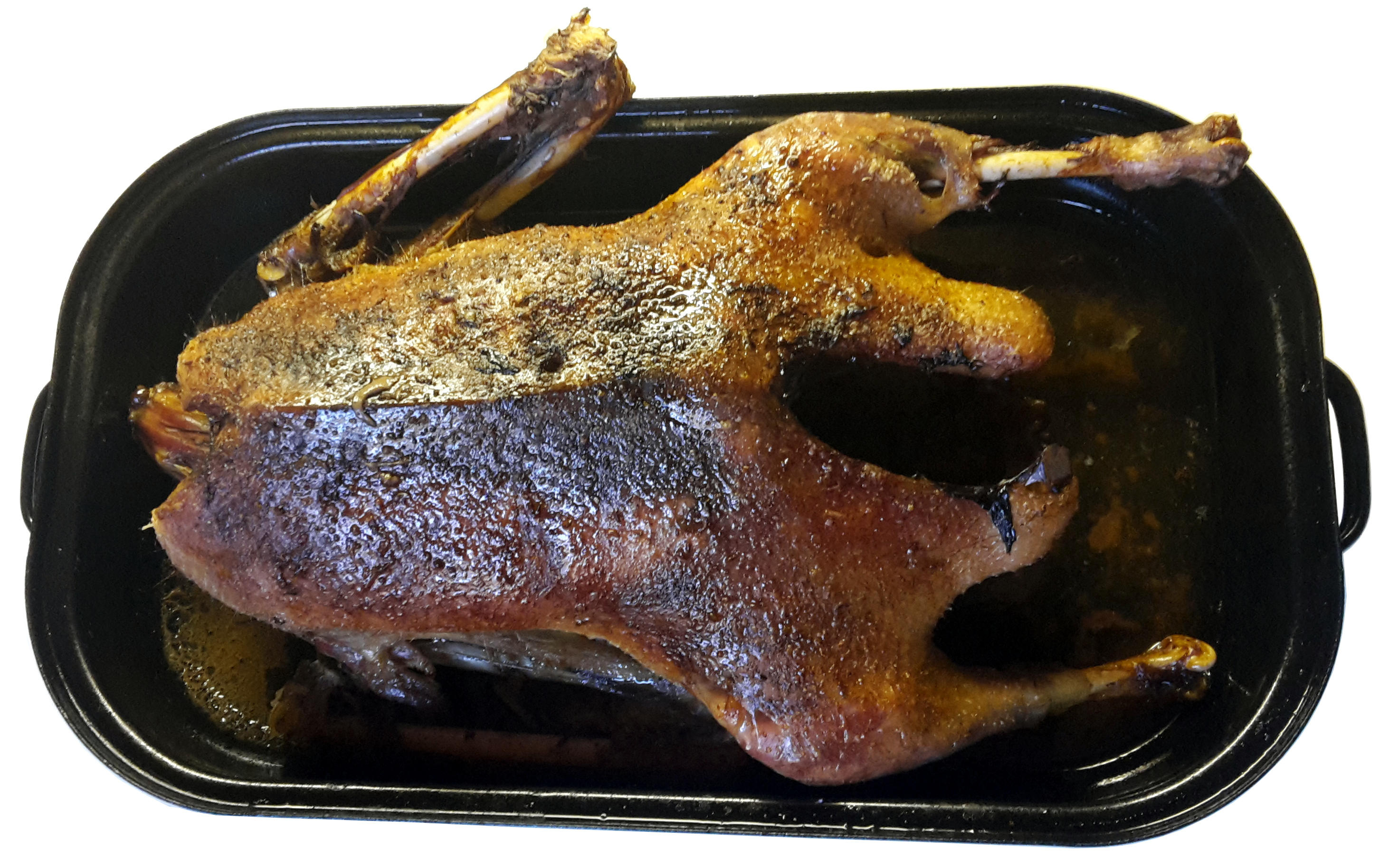
أوزة مشوية
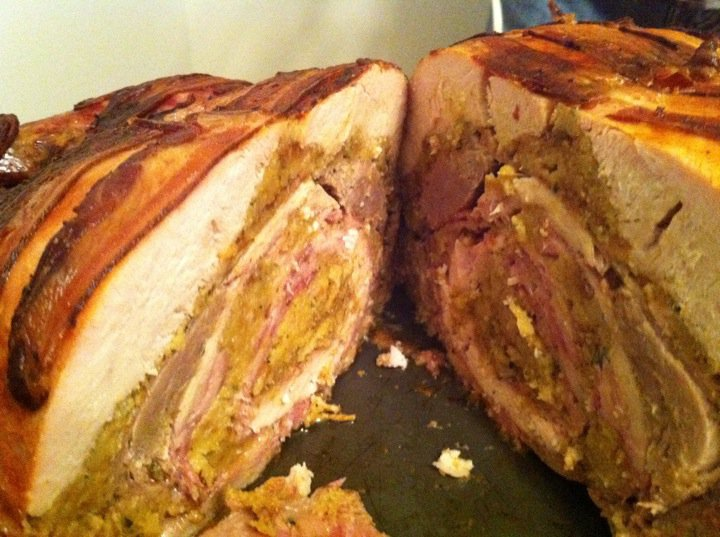
Turducken، مقطعة لإظهار الطبقات بداخلها
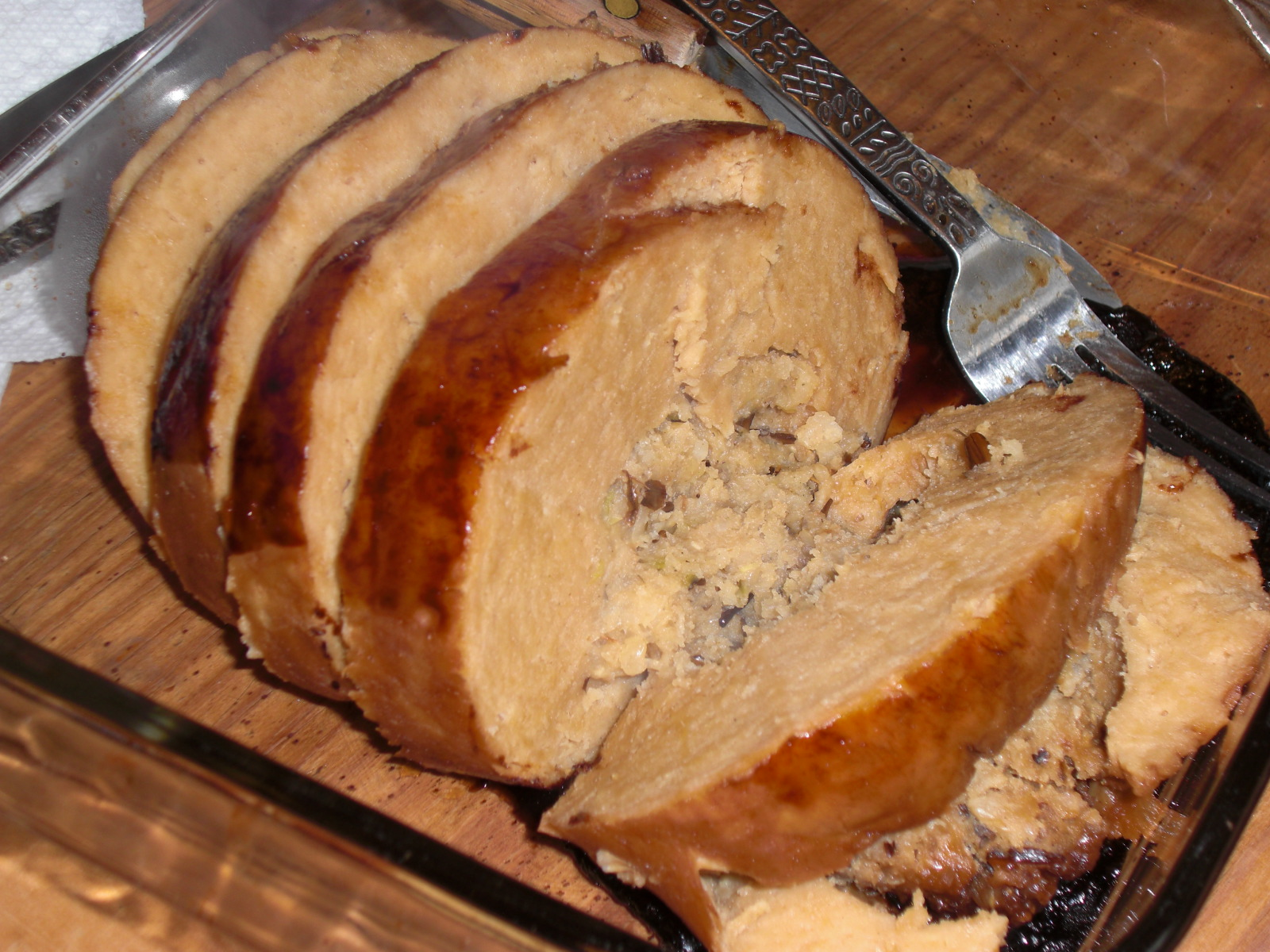
محشي توفركي
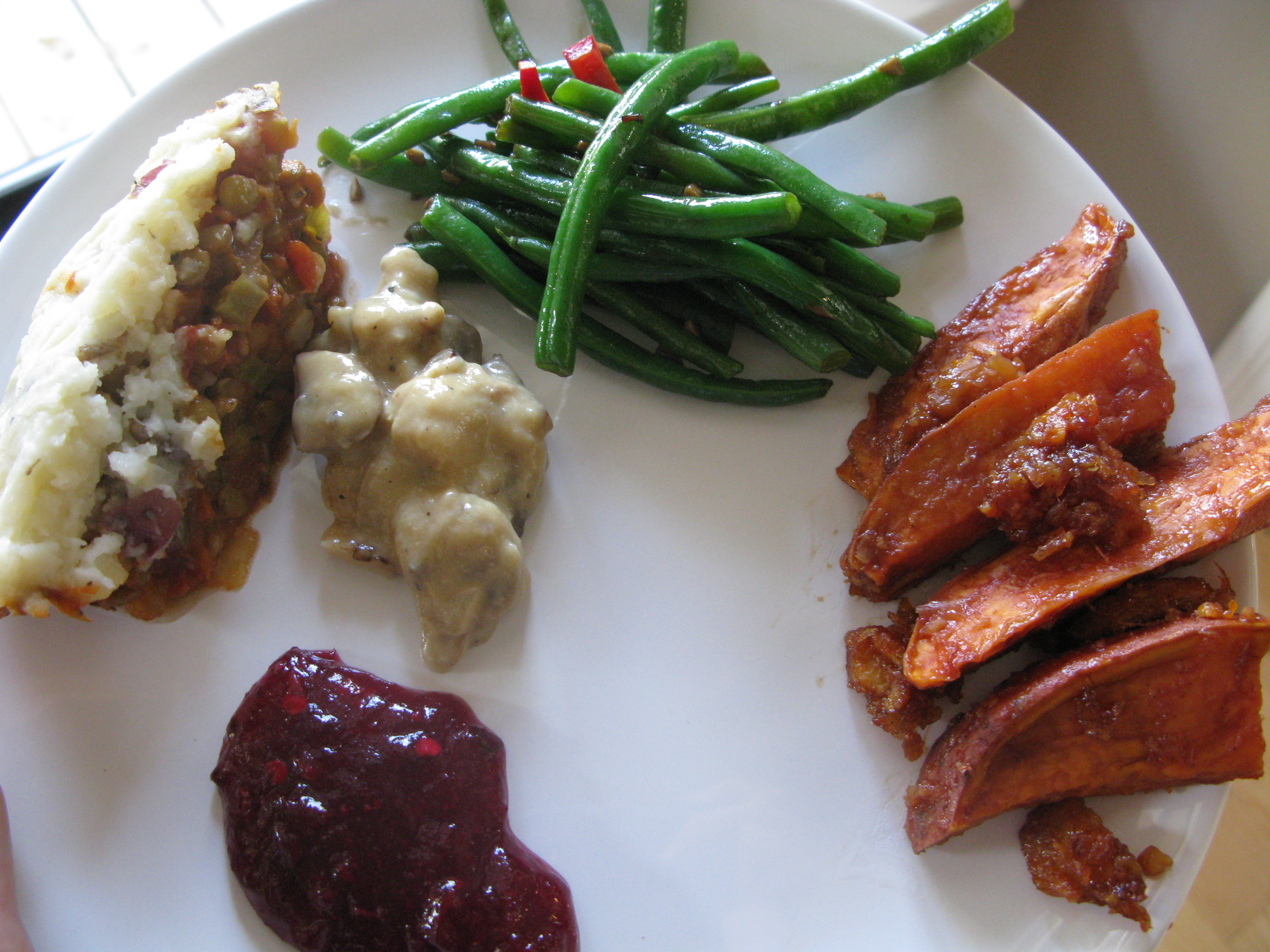
طبق عيد الشكر النباتي

### بدائل الديك الرومي
يتم تقديم المقبلات بخلاف الديك الرومي في بعض الأحيان في عشاء عيد الشكر، إما بجانب الديك الرومي أو بدلاً منه كطبق رئيسي. يتم تقديم لحم الخنزير المخبوز في عيد الشكر في العديد من المنازل. الأوز أو البط المشوي، الأطعمة التي كانت قطع مركزية أوروبية تقليدية لعشاء عيد الميلاد، يتم تقديمها أحيانًا بدلاً من الديك الرومي عليد الشكر. قد يقدم الأمريكيون الإيطاليون المقطوش باعتباره الطبق الرئيسي لوجبة عيد الشكر.

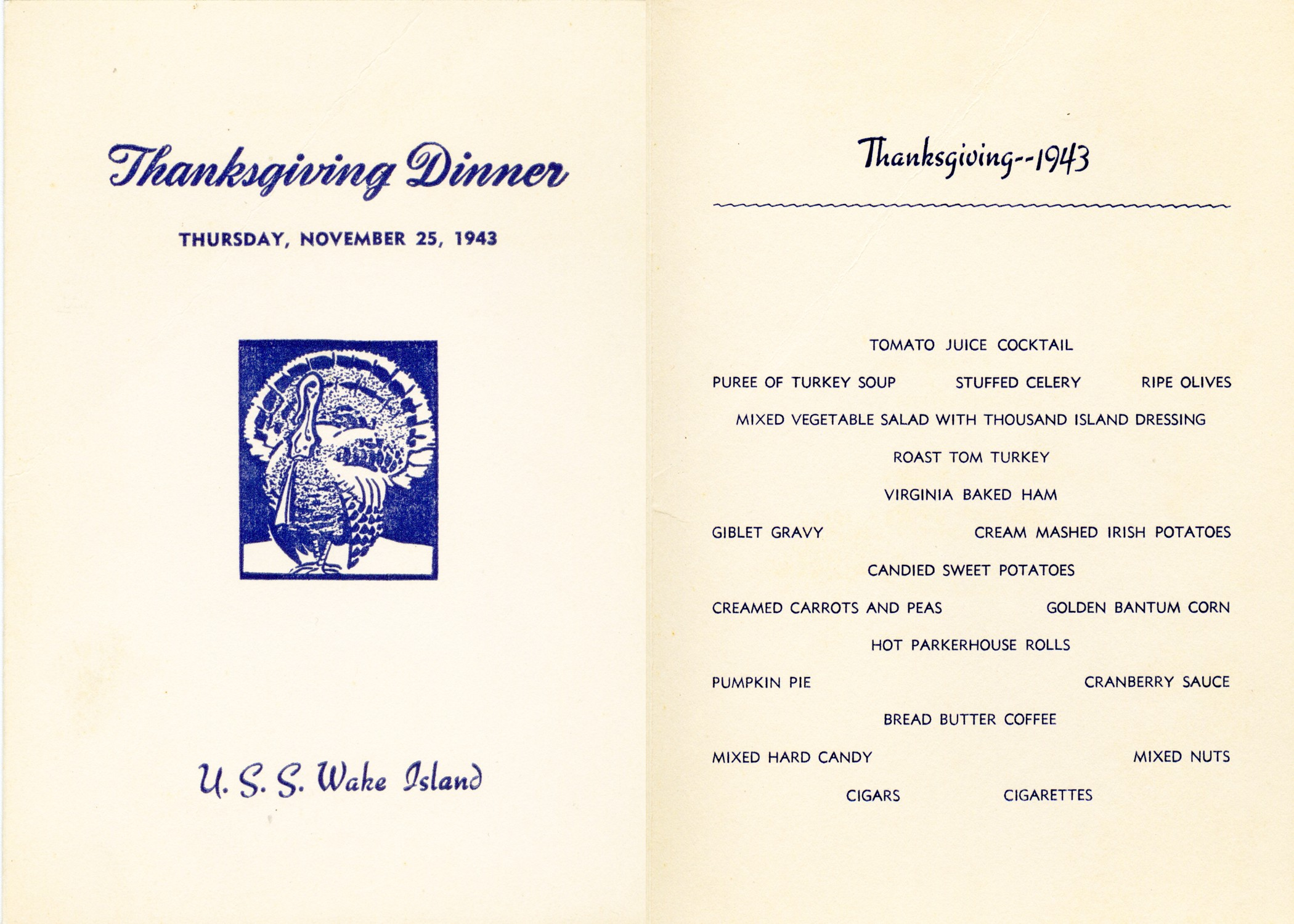
قائمة عشاء عيد الشكر لعام 1943 من يو إس إس ويك آيلاند (CVE-65)

قد يقدم للأمريكيين الأيرلنديين الضلع المشوي كطبق رئيسي لهم ؛ نظرًا لأن لحم البقر في أيرلندا كان نادرًا في يوم من الأيام، فإن العائلات ستوفر المال لهذا الطبق للدلالة على الرخاء والأمل المكتشفين حديثًا.
في بعض الأحيان، يتم استخدام الطيور الأصلية في المنطقة التي يتم فيها تناول الوجبة ؛ على سبيل المثال، اقترحت مجلة Texas Monthly السمان كطبق رئيسي. في مناطق قليلة على الساحل الغربي للولايات المتحدة، يعتبر سرطان البحر شائعًا كطبق رئيسي بديل، حيث يبدأ موسم سرطان البحر في أوائل نوفمبر. وبالمثل، فإن عيد الشكر يقع ضمن موسم صيد الغزلان في شمال شرق الولايات المتحدة، وعلى هذا النحو يُستخدم لحم الغزال أحيانًا كطبق رئيسي. في قرى ألاسكا، يؤكل لحم الحيتان أحيانًا.
جون مادن، معلق في ألعاب الدوري الوطني لكرة القدم الأمريكية في عيد الشكر من 1981 إلى 2001، دعا إلى (turducken): ديك رومي منزوع العظم وبطة ودجاج متداخلة داخل بعضها البعض ثم يتم طهيها.
في الطرف الآخر، قد يختار النباتيون بديلًا قائمًا على التوفو أو غلوتين القمح أو العدس مثل التوفوركي، أو يقدمون أطباق نباتية مثل الاسكواش المحشو، والتي غالبًا ما تُعتبر أطباق جانبية. يعود تاريخ القوائم النباتية لعيد الشكر إلى عام 1897 على الأقل، عندما تمت مناقشتها من قبل نادي النباتيين بجامعة شيكاغو.
نظرًا لتأثيرات الهجرة في الولايات المتحدة، أصبح اتباع نهج دولي في عيد الشكر أمرًا شائعًا. يمكن تحويل أطباق عيد الشكر الأساسية باستخدام النكهات والتقنيات والتقاليد من المأكولات الخاصة بالمهاجرين. يحتفل الآخرون بالعطلة مع مجموعة متنوعة من الأطباق القياسية ومتعددة الثقافات، لا سيما عندما يكون هناك حشد من الناس يجب إطعامهم، حيث يمكن أن تختلف أذواق الضيوف.